# 무하마드 핫산
무하마드 핫산(Muhammad Hassan)은 본명은 마크 줄리언 코파니(Marc Julian Copani)다. 1978년 11월 7일 미국의 남자 프로레슬링선수다. 미국의 뉴욕주 시라큐스에서 태어난 모습이다. 2002년 프로레슬링 입문으로 키는 189cm(6 ft 2 in)에다가 몸무게는 113kg(249 lb)이다. 피니쉬는 클로버리프, 싯아웃 파워밤, 런닝 레그 드롭, 크로스 암바, 리버스 에스티오, 카멜 클러치로 가지고 있다. 2가지라는 있다고 하니 2019년 프로레슬링 은퇴를 한 모습이다.

## Professional wrestling highlights
- Finishing moves
  - Camel clutch - 2005; 2018-2019
  - Cloverleaf - 2002-2004
  - Cross armbar - 2004-2005
  - Reverse STO - 2005; 2018-2019
  - Professional wrestling strikes#Running leg drop - 2004-2005
  - Sitout powerbomb - 2002-2004
- Signature moves
  - Belly to back backbreaker
  - Professional wrestling throws#Back body drop|Back body drop]]
  - Body slam
  - Finishing Touch (Front facelock elbow drop)
  - Front dropkick
  - Inside cradle
  - Jumping elbow drop
  - Low blow
  - Multiples suplex variations
    - Belly to belly
    - Leg hook belly to back
    - Snap

  - Nerve hold
  - Side kick
- Manager
  - Daivari
- Entrance themes
  - "Arab Americans" by Jim Johnston (WWE; 2004-2005; 2018-2019)

## 수상
- 다이너스티 월드 헤비웨이트 챔피언 (1회)
- OVW 월드 헤비웨이트 챔피언 (1회)
- PWI 랭크드 힘 #33 오브 더 탑 500 베스트 싱글즈 레슬링 인 더 PWI 500 인 2005
- 모스트 디스커스팅 프로모셔널 택틱 (2005) 테러리스트 앵글 온 데이 오브 런던 봄빙스